# 米奥德拉格·约万诺维奇
米奥德拉格·约万诺维奇（羅馬化：Miodrag Jovanović，1922年1月17日—2009年12月14日），塞尔维亚男子足球运动员。他曾代表南斯拉夫国奥队参加1948年夏季奥林匹克运动会足球比赛，获得一枚银牌。